# Evelyn Matz
Evelyn Matz (Berlim, 22 de novembro de 1955) é uma ex-handebolista alemã, medalhista olímpica.

## Carreira
Evelyn Matz fez parte da equipe alemã oriental do handebol feminino, prata em Montreal 1976 e bronze em Moscou 1980, com um total de 10 jogos e 20 gols.